# Glypta tortricis
Glypta tortricis är en stekelart som beskrevs av Dasch 1988. Glypta tortricis ingår i släktet Glypta och familjen brokparasitsteklar. Inga underarter finns listade i Catalogue of Life.